# Apocalypse Now
Pour l’article homonyme, voir Apocalypse Now (peinture).
Pour plus de détails, voir Fiche technique et Distribution.
Apocalypse Now est un film américain réalisé par Francis Ford Coppola, sorti en 1979. Ce film sur la guerre du Vietnam est une adaptation libre du roman court Au cœur des ténèbres (Heart of Darkness) de Joseph Conrad, paru en 1899.
Il a obtenu, entre autres distinctions, la Palme d'or du festival de Cannes 1979 et a été nommé pour huit Oscars du cinéma, dont ceux du Meilleur film, de la Meilleure réalisation (pour Francis Ford Coppola), du Meilleur acteur dans un second rôle (pour Robert Duvall), et a remporté ceux de la Meilleure photographie et du Meilleur son. Le film est classé à la 28e place des 100 meilleurs films du cinéma américain par l'American Film Institute et est considéré comme l'un des meilleurs films de tous les temps. En l'an 2000, le film est sélectionné par le National Film Registry pour être conservé à la bibliothèque du Congrès des États-Unis pour son « importance culturelle, historique ou esthétique ».
Le succès du film a sauvé le réalisateur du désastre financier auquel il était voué en cas d'échec. En effet, Francis Ford Coppola a dû investir sa fortune personnelle dans cette aventure en hypothéquant tous ses biens. En 1991, le documentaire Aux cœurs des ténèbres : L'Apocalypse d'un metteur en scène retrace l'aventure insensée du tournage : problèmes en tous genres, de budget, de scénario et d'acteurs (surpoids de Marlon Brando, crise cardiaque de Martin Sheen, etc.).
Un nouveau montage, plus long, est sorti en 2001 sous le titre Apocalypse Now Redux, puis une version dite Apocalypse Now Final Cut est sortie en 2019.

## Synopsis

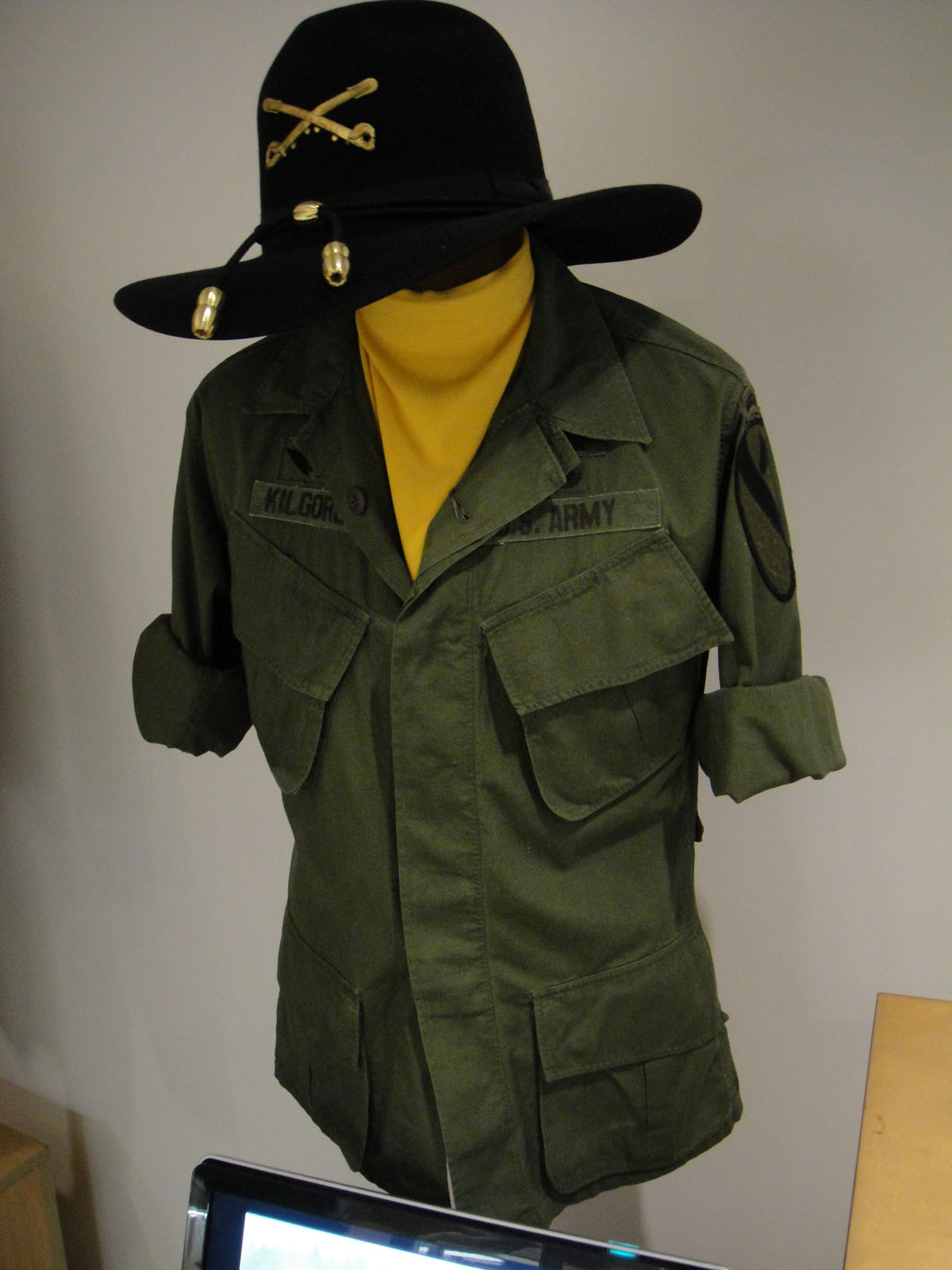
Costume de Robert Duvall (lieutenant-colonel William Kilgore).

Pendant la guerre du Viêt Nam, les services secrets de l'armée américaine confient au capitaine Willard la mission de retrouver et d’exécuter le colonel Kurtz, dont les méthodes sont jugées « malsaines ». Celui-ci, établi au-delà de la frontière avec le Cambodge, a pris la tête d’un groupe de Mnong et mène des opérations contre l’ennemi avec une sauvagerie terrifiante.
Au moyen d’un patrouilleur et de son équipage mis à sa disposition, Willard doit remonter le fleuve jusqu’au plus profond de la jungle pour éliminer l’officier. Au cours de ce voyage, il découvre, en étudiant le dossier de Kurtz, un homme au parcours et au caractère exemplaires. Il devient fasciné par cet homme qu'il doit pourtant tuer. Plusieurs péripéties ont lieu durant ce voyage (notamment une rencontre avec l'excentrique lieutenant-colonel William Kilgore), et deux membres de l'équipage du patrouilleur sont tués avant d'arriver au camp du colonel Kurtz.
Une fois ce camp atteint, Willard est d'abord enfermé, puis laissé en liberté surveillée. Il fait la connaissance du colonel Kurtz, qui n'ignore pas la mission de Willard et lui explique les raisons qui l'ont décidé à mener son projet. Willard découvre alors que le colonel est devenu un gourou à la tête d'une tribu d'indigènes. Un slogan est inscrit sur une pierre : « Our motto : Apocalypse Now ». Un autre membre de l'équipage est décapité avant de pouvoir transmettre les coordonnées du camp pour que celui-ci soit bombardé. Le dernier membre de l'équipage, Lance, se fond quant à lui dans la culture hallucinée du camp. Un soir, alors que se déroule une cérémonie de sacrifice d'un buffle domestique, Willard assassine le colonel sans opposition de sa part, puis quitte les lieux avec Lance, sous les yeux des indigènes prosternés.

## Fiche technique

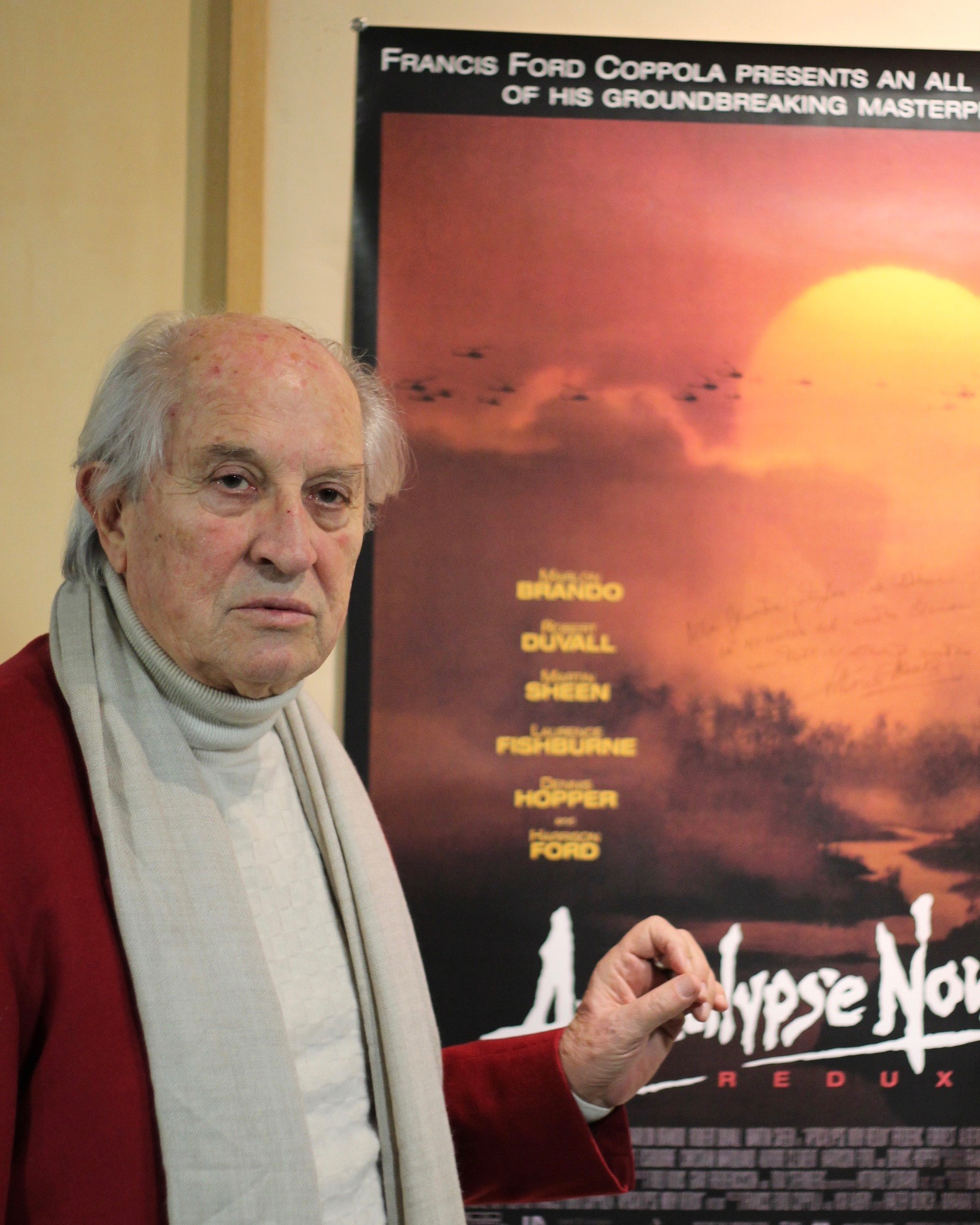
Vittorio Storaro en 2017 à côté de l'affiche du film Apocalypse Now Redux.

- Titre original et français : Apocalypse Now
- Titre québécois : C'est l'Apocalypse
- Réalisation : Francis Ford Coppola
- Scénario : John Milius, Francis Ford Coppola et Michael Herr, d'après le roman court Au cœur des ténèbres de Joseph Conrad, non mentionnée au générique
- Musique : Carmine Coppola, Francis Ford Coppola, Mickey Hart et Randy Hansen (non crédités)
- Direction artistique : Dean Tavoularis (supervision) ; Angelo Graham
- Décors : George R. Nelson ; John LaSalandra (constructions monumentales)
- Costumes : Charles E. James
- Maquillage : Jack Young et Fred C. Blau Jr
- Photographie : Vittorio Storaro
- Effets spéciaux : Joseph Lombardi et A. D. Flowers (en)
- Affiche : Bob Peak
- Son : Walter Murch, Mark Berger, Richard Beggs et Nathan Boxer
- Montage : Walter Murch, Gerald B. Greenberg et Lisa Fruchtman ; Barry Malkin (montage additionnel) ; Michael Kirchberger (Redux)
- Producteurs : Francis Ford Coppola, Eddie Romero, John Ashley, Mona Skager (associés) ; Fred Roos, Gray Frederickson, Tom Sternberg (coproducteurs) ; Kim Aubry, Shannon Lail (Redux)
- Société de production : Omni Zoetrope
- Sociétés de distribution : United Artists, Gaumont Buena Vista International (Redux), Titanus (Italie)
- Budget : 31 000 000 dollars
- Format : couleurs (Technicolor) - 35 mm - 2,39:1 (Technovision) - stéréo Dolby - copies VO gonflées au format 70 mm 2,20 : 1 - version DVD 2.00 : 1[5]
- Genre : Drame, guerre
- Durée : 141 minutes[réf. nécessaire], 194 minutes (version Redux) ; 183 minutes (version Final Cut de 2019)
- Pays de production :  États-Unis
- Langues originales : anglais, vietnamien (et français dans Redux)
- Dates de sortie :
  - France : 10 mai 1979 (festival de Cannes), 26 septembre 1979 (sortie nationale) ; 11 mai 2001 au festival de Cannes (Redux) ; 21 août 2019 (Final cut restaurée)
  - États-Unis : 15 août 1979 ; 3 août 2001 (Redux)
  - Belgique : 13 décembre 1979 (Gand) ; 20 juin 2001 (Redux)
  - Suisse romande : 16 mai 2001 (Redux)
  - Canada : 10 août 2001 (Redux)
- Classification : interdit aux moins de 12 ans[Où ?] (DVD Redux)

## Distribution
Légende : doublage de la version originale (1979) ; doublage de la version Redux (2001)
- Martin Sheen (VF : Philippe Ogouz ; idem) : le capitaine Benjamin L. Willard, officier des forces spéciales[6]
- Frederic Forrest (VF : Jacques Ferrière ; Boris Rehlinger) : Jay « Chef » Hicks, mécanicien et tireur de poupe du patrouilleur de rivière
- Sam Bottoms (VF : François Leccia ; Adrien Antoine) : Lance Johnson, surfeur célèbre et tireur de proue du bateau
- Albert Hall (VF : Serge Sauvion ; Bruno Dubernat) : le Chief (en) (Maître) George Philipps, commandant de la vedette militaire
- Laurence Fishburne (VF : Christophe Lemoine) : Tyrone « Clean » Miller, nettoyeur et canonnier du patrouilleur
- Marlon Brando (VF : William Sabatier ; Jean-François Garreaud) : le colonel Walter E. Kurtz, ancien béret vert
- Robert Duvall (VF : Pierre Santini ; Bernard-Pierre Donnadieu) : le lieutenant-colonel Bill Kilgore, commandant de la « cavalerie aéroportée »
- Dennis Hopper (VF : Gérard Hernandez ; Dominique Collignon-Maurin) : le journaliste-photographe
- G. D. Spradlin : (VF : Jean-Claude Michel ; Georges Claisse) : le général Corman
- Harrison Ford (VF : Bernard Woringer ; Alain Courrivaud) : le colonel Lucas
- Jerry Ziesmer : Jerry, le civil
- Scott Glenn : le capitaine Richard Colby
- Tom Mason (VF : Dominique Paturel ; Hervé Rey) : le sergent ravitailleur
- Bill Graham (VF : Jacques Balutin) : l'agent
- Cynthia Wood (VF : Barbara Tissier) , Linda Beatty et Colleen Camp : les playmates
- Glenn Walken (VF : Éric Legrand) : le lieutenant Carlsen
- Jack Thibeau : le soldat dans la tranchée
- Damian Leake (VF : Med Hondo) : le mitrailleur dans la tranchée
- Herb Rice : Roach (« Le Cafard » ; « La Fumette » en VF)
- William Upton (VF : Roger Lumont) : Spotter
- Kerry Rossall (VF : Antoine Doignon) : Mike
- James Keane : Kilgore's gunner
- Francis Ford Coppola : le réalisateur de l'équipe de télévision (caméo)

### DistributionReduxetFinal Cut
- Christian Marquand (VF : Joël Zaffarano) : Hubert de Marais, le propriétaire de la plantation française
- Aurore Clément (VF : elle-même) : Roxanne Sarraut de Marais
- Michel Pitton (VF : Jean-Michel Farcy) : Philippe de Marais
- Franck Villard : Gaston de Marais
- David Olivier (VF : Vincent Ropion) : Christian de Marais
- Chrystel Le Pelletier : Claudine
- Yvon LeSeaux (VF : Patrick Poivey) : le sergent Le Fevre
- Robert Julien : le professeur français

## Production

### Genèse et développement
Apocalypse Now est une adaptation libre du roman court de Joseph Conrad, Au cœur des ténèbres (Heart of Darkness), parue en 1899. Orson Welles avait tenté d'en faire une adaptation en 1939, dans laquelle il devait interpréter Kurtz. Mais aucun studio ne voulut financer ce projet.
En 1969, George Lucas et Francis Ford Coppola fondent la société de production American Zoetrope, avec comme ambition de produire des films indépendants d'Hollywood. L'un des premiers projets développés est une adaptation de Au cœur des ténèbres mais transposée dans le contexte de la guerre du Viêt Nam, qui dure alors depuis 1955 et divise l'Amérique.
George Lucas est d'abord pressenti pour réaliser le film, d'après un scénario de John Milius. Très motivé, ce dernier évoque un tournage sur le front au Viêt Nam, avec des caméras 16 mm. Mais Warner Bros., craignant pour la sécurité, annule tout, et aucun autre studio ne veut y participer. Les studios sont par ailleurs réticents à l'idée de faire un film sur cette guerre très décriée aux États-Unis. Le projet est alors mis de côté. George Lucas se consacre entièrement au premier film de la saga Star Wars et Francis Ford Coppola tourne les deux premiers volets de la saga du Parrain.
Après le succès critique et commercial de ces films, Francis Ford Coppola décide en 1975 de relancer le projet. Initialement intitulé The Psychedelic Soldier par John Milius, le film est rebaptisé Apocalypse Now, d'après le slogan « Nirvana Now » inscrit sur les badges de hippies. Le scénario de John Milius et Francis Ford Coppola, dont l'écriture s'est étalée sur plusieurs années, est un manuscrit de 1 000 pages.
Le montage financier est difficile et finalement fixé à seize millions de dollars en 1976, tout dépassement incombant au producteur-réalisateur. Pour qu'American Zoetrope puisse produire son film, Francis Ford Coppola a l'idée d'adapter les deux premiers Parrain sous la forme d'une mini-série pour la télévision, pensant qu'elle y trouverait une bonne audience et lui permettrait de se refaire financièrement. En outre, il n'hésite pas à investir son propre argent et à hypothéquer ses biens.

### Attribution des rôles
Durant le tournage du film, outre Eleanor Coppola, son épouse, les trois enfants du réalisateur sont présents, en particulier Sofia (la future cinéaste) ; Gian-Carlo (décédé en 1986) et Roman apparaissent dans la scène du dîner avec les Français.
Francis Ford Coppola fait un caméo dans le film : il apparaît dirigeant une équipe de télévision lors du débarquement, incitant les soldats à ne pas regarder la caméra et à continuer d'avancer. Laurence Fishburne mentit sur son âge pour participer au film. Il n'a alors que quatorze ans au début du tournage, en mars 1976, alors qu'il devait en paraître 17.
Francis Ford Coppola offre aux acteurs d'exprimer ce que feraient leurs personnages, lors de la scène où leur bateau croise un sampan suspect. Le tournage de celle-ci est improvisé par les acteurs, qui choisissent, toujours en accord avec le metteur en scène, de la voir culminer en massacre.
Bien qu'il n'ait pas plus de dix minutes de scènes dans le film, et bien que souvent doublé à cause de son excès de poids (95 kg),, Marlon Brando est crédité en premier au générique, avant Martin Sheen qui, pourtant acteur principal du film, est en troisième place après Robert Duvall.
Pour la séquence de la plantation française (coupée puis rajoutée dans la version Redux), Lino Ventura, pressenti pour le rôle d'Hubert de Marais, déclina la proposition, estimant que ce rôle n'était pas fait pour lui[réf. nécessaire]. Mais surtout, Lino Ventura refusa de partir en voyage dans un pays très lointain, les Philippines. En effet, le comédien détestait prendre l'avion et préférait prendre le train, un choix impossible pour le tournage de ce film.

### Tournage

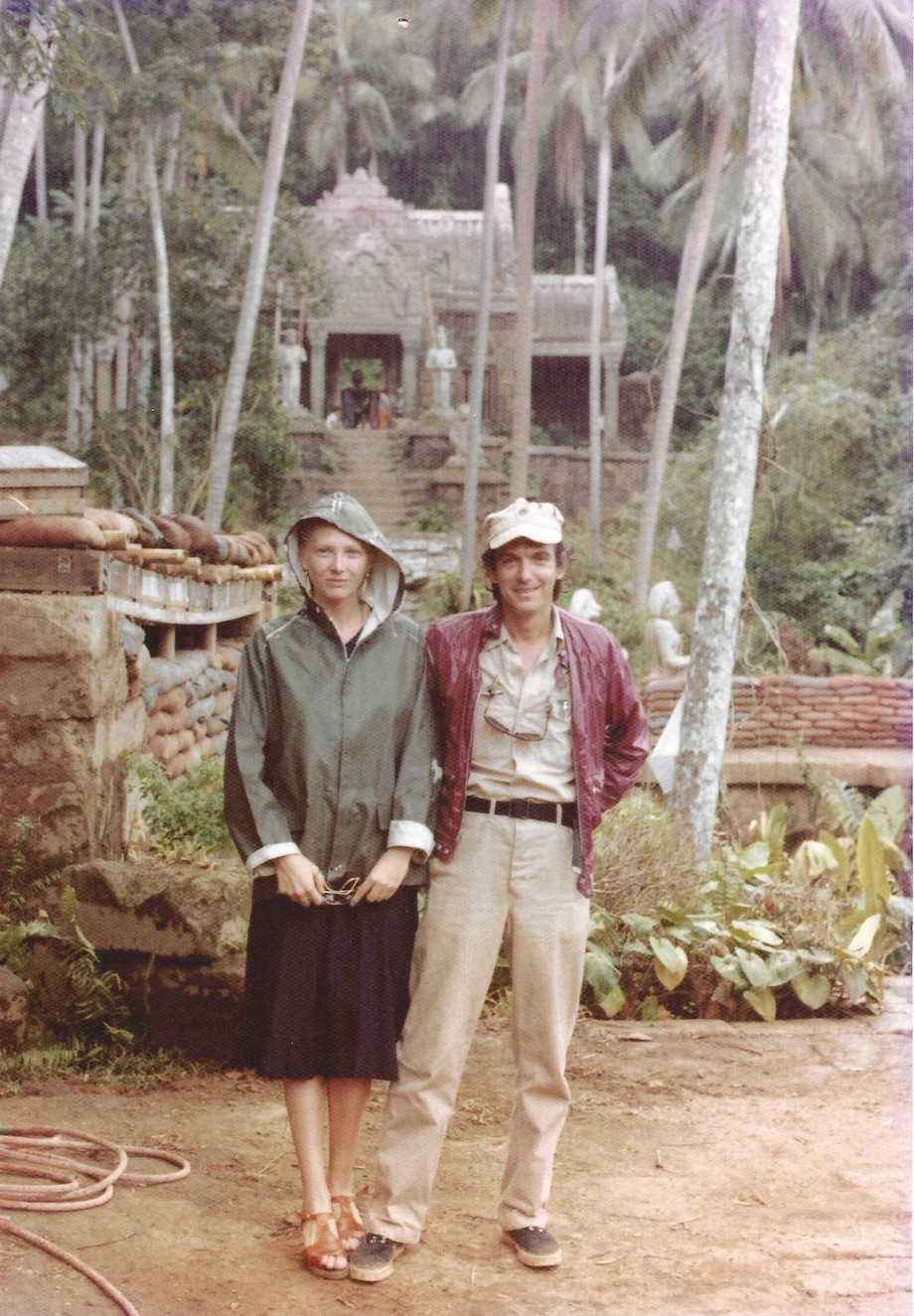
L'actrice Aurore Clément et le chef décorateur Dean Tavoularis dans les décors du film.

La famille Coppola embarque le 1er mars 1976 pour Manille, aux Philippines, louant une grande maison sur place car le tournage est prévu pour durer cinq mois. Le tournage débute le 20 mars.
Le tournage est particulièrement éprouvant. Après avoir tenté de confier le rôle de Willard à différents acteurs — James Caan, Jack Nicholson, Steve McQueen, Al Pacino, Dustin Hoffman et Robert De Niro —, Francis Ford Coppola choisit Harvey Keitel et tourne les premières scènes avec lui. À la vision des premières épreuves au bout de deux semaines de tournage, mécontent de l'acteur, il décide finalement de le remplacer au pied levé par Martin Sheen. Ce dernier fait un infarctus le 5 mars 1977, et ne peut revenir sur le plateau que le 19 avril. Durant cette période, son frère Joseph le double pour les scènes qui ne réclament pas de gros plan. Sheen se voit prescrire trois semaines d'arrêt de travail. Le réalisateur est contraint de concevoir des plans larges et de derrière du personnage de Willard. Steven Spielberg utilisera, plus tard, ce même procédé sur le tournage d'Indiana Jones et le Temple maudit lorsqu'une hernie discale affectera Harrison Ford.
Les conditions du tournage sont extrêmement difficiles, entre la touffeur tropicale et des infrastructures rudimentaires. Le plateau dans la jungle est ravagé par le typhon Olga, le 26 mai 1976, si bien que le 8 juin, la production est interrompue pour six semaines. Les hélicoptères employés dans le film, prêtés par l'armée des Philippines, doivent être peints le matin aux couleurs de ceux de l'armée américaine, puis repeints le soir dans leurs couleurs officielles. Francis Ford Coppola, qui comptait beaucoup sur Marlon Brando pour lui fournir un personnage fort, doit déchanter quand l'acteur arrive sur le tournage en surpoids d'environ 15 kg, alors que Kurtz est censé être émacié et mourant. Si Coppola a soutenu que Brando n'avait même pas pris la peine de lire le roman d'origine de Joseph Conrad, Au cœur des ténèbres pour préparer le rôle, ces affirmations ont été démenties par les travaux des biographes de Brando.
Finalement, le tournage se termine le 21 mai 1977, après 427 jours dont 238 de tournage effectif. Le budget, initialement de treize millions de dollars, passe à 30 millions en raison de tous les retards et imprévus. L'équipe d'Apocalyse Now revient extrêmement éprouvée par ces plus d'un an de travail. Francis Ford Coppola a été décrit par de nombreux témoins comme de plus en plus mégalomane et paranoïaque au fur et à mesure du tournage, fumant de la marijuana et ayant perdu plus de 40 kilos.
L'épique et long tournage du film est relaté dans le documentaire Aux cœurs des ténèbres : L'Apocalypse d'un metteur en scène (1991) de Fax Bahr et George Hickenlooper, principalement constitué d'images d'archives tournées par Eleanor Coppola durant le tournage. L'épouse du réalisateur voulait initialement tourner un making-of promotionnel pour United Artists, le distributeur du film. Elle décida ensuite de filmer tous les incidents du plateau et enregistra, parfois à son insu, des conversations avec son mari, en proie aux doutes. Comme expliqué dans ce documentaire, ce tournage sera le sujet de nombreux articles dans la presse américaine, présentant le réalisateur comme un fou dépensier.

## Bande originale
Outre les compositions originales de Carmine et Francis Ford Coppola, la bande originale comprend plusieurs morceaux de l'époque, dont The End des Doors (pour la séquence d'ouverture), Satisfaction des Rolling Stones, Susie Q de Dale Hawkins (interprétée, ici, par Flash Cadillac and the Continental Kids), mais aussi la célèbre chevauchée des Walkyries de Richard Wagner associée à un vol d’hélicoptères qui illustre la folie guerrière du lieutenant-colonel Kilgore.
Les compositeurs Isao Tomita et David Shire (beau-frère du réalisateur par son mariage avec Talia Shire) ont également travaillé sur le film avant Carmine et Francis Ford Coppola. Tomita est allé jusqu’à accompagner l'équipe de tournage aux Philippines, mais un différend entre les labels a finalement empêché son implication. David Shire a composé une bande originale de vingt titres, instrumentée en grande partie à l'aide d'un synthétiseur Moog. Elle n'a pas été retenue, mais une version CD est sortie en décembre 2017,.

### LP de 1979
1. The End (4 min 15 s)
2. Saigon (narration & dialogue) (1 min 38 s)
3. The End - part 2 (1 min 37 s)
4. Terminate (narration & dialogue) (5 min 44 s)
5. The Delta (2 min 38 s)
6. P.B.R. (narration & dialogue) (2 min 02 s)
7. Dossier n°1 (1 min 51 s)
8. Colonel Kilgore (narration & dialogue) (5 min 43 s)
9. Orange Light (2 min 15 s)
10. The Ride of the Valkyries (2 min 00 s)
11. Napalm in the Morning (dialogue) (0 min 55 s)
12. Pre-Tiger (4 min 50 s)
13. Dossier °2 (3 min 30 s)
14. Suzie Q (4 min 26 s)
15. Dossier °3 (3 min 09 s)
16. 75 Kucks (dialogue) (1 min 09 s)
17. The Nung River (3 min 10 s)
18. Do Lung Bridge (9 min 37 s)
19. Letters from H\home (2 min 39 s)
20. Clean's Death (3 min 10 s)
21. Chief's Death / Strange Voyage (6 min 47 s)
22. Strange Voyage (4 min 16 s)
23. Kurtz' Compound (dialogue) (2 min 18 s)
24. Willard's capture (1 min 18 s)
25. Errand Boy (dialogue) (2 min 04 s)
26. Chef's Head (2 min 04 s)
27. The Hollow Men (1 min 09 s)
28. Horror (dialogue) (5 min 42 s)
29. Even the Jungle Wanted Him Dead (dialogue) (1 min 01 s)
30. The End (3 min 14 s)

### ÉditionRedux
1. The End (Edit version from the film) (6 min 29 s)
2. The Delta (2 min 48 s)
3. Dossier (2 min 17 s)
4. Orange Light (1 min 13 s)
5. Ride of the Valkyries (1 min 49 s)
6. Suzie Q (3 min 13 s)
7. Nung River (2 min 53 s)
8. Do Lung (4 min 08 s)
9. Letters from Home (1 min 17 s)
10. Clean's Death (feat. M. Hart) (2 min 02 s)
11. Chief's Death (1 min 55 s)
12. Voyage (3 min 08 s)
13. Chef's Head (1 min 58 s)
14. Kurtz Chorale (1 min 29 s)
15. Finale (6 min 06 s)

## Accueil

### Accueil critique
Apocalypse Now est projeté pour la première fois au festival de Cannes 1979 en version de travail, inachevée,. Il y reçoit la Palme d'or, qu'il partage avec Le Tambour (Die Blechtrommel), de Volker Schlöndorff. À Cannes, Francis Ford Coppola déclare en conférence de presse : « Apocalypse Now n'est pas un film sur le Viêt Nam, c'est le Viêt Nam. Et la façon dont nous avons réalisé Apocalypse Now ressemble à ce qu'étaient les Américains au Viêt Nam. Nous étions dans la jungle, nous étions trop nombreux, nous avions trop d'argent, trop de matériel et, petit à petit, nous sommes devenus fous. »
À sa sortie, Christian Zimmer, dans Le Monde diplomatique, relativisa la vigueur protestataire que le reste de la presse perçut dans le film : « Que dénonce Coppola ? Les crimes américains au Vietnam ? Allons donc ! Veut-il nous faire croire qu’on a poursuivi un officier pour le meurtre de quatre agents doubles, alors qu’il existait un plan du Pentagone, le plan Phénix, destiné à l’élimination de tous les cadres nord-vietnamiens ? […] La vérité, c’est qu’Apocalypse Now n’est pas un film sur le Vietnam. Ou, plus exactement, si c’est bien un film de l’après-Watergate, de la moralisation cartériste et de la mauvaise conscience, ce n’est pas un film politique. Le Vietnam dont il s’agit ici est un Vietnam intérieur, mythique. Ce qui explique sans doute que le Vietnamien lui-même y soit physiquement si peu présent. »

### Box-office
| Pays       | Box-office (1979) | Box-office (1987) | Box-office (2001-03) | Box-office (2008-11) | Box-office (2019-20) | Total             |
| ---------- | ----------------- | ----------------- | -------------------- | -------------------- | -------------------- | ----------------- |
| États-Unis | 78 784 010 $      | 61 211 $          | 4 626 290 $          | N/A                  | N/A                  | 83 471 511 $      |
| France     | 4 537 867 entrées | N/A               | 162 175 entrées      | N/A                  | 31 458 entrées       | 4 731 500 entrées |
| Mondial    | 150 000 000 $     | N/A               | 12 564 582 $         | 95 586 $             | 481 060 $            | 163 141 228 $     |

Apocalypse Now sort dans les salles américaines le 15 août 1979, où il est d'abord distribué dans trois salles à New York, Toronto et Hollywood, rapportant 322 489 $ les cinq premiers jours. Finalement, le film parvient à fonctionner au box-office avec 78 784 010 $,. À l'international, le long-métrage rapporte plus de 71 215 000 $, portant le total à 150 000 000 $ de recettes mondiales. En France, sorti le 25 septembre 1979, le film prend directement la première place du box-office avec 624 548 entrées, soit un total de 627 654 entrées en prenant en compte les avant-premières. Il occupe la tête du box-office français la semaine suivante avec 507 313 entrées, pour un cumul de 1 134 967 entrées avant d'être délogé en troisième semaine par Moonraker, le rétrogradant à la seconde place (qu'il occupera la semaine suivante), mais en ayant enregistré 377 135 entrées durant cette période, pour un total de 1 512 102 entrées. Apocalypse Now atteint les 2 000 000 entrées en cinquième semaine. Malgré une fréquentation en baisse, le film s'approche des 3 000 000 entrées (2 989 428 entrées) en quatorzième semaine durant les fêtes de fin d'année. Le cumul enregistré depuis sa sortie lui vaut d'être classé à la quatrième place du box-office lors de sa première année d'exploitation. Le film atteint le cap des 3 000 000 entrées la semaine du 1er janvier 1980. Il quitte le top 30 hebdomadaire après la dix-septième semaine de présence. Le film a enregistré 374 140 entrées supplémentaires en 1980, permettant d'obtenir un total de 3 363 568 entrées. Au gré des ressorties au fil des années, Apocalypse Now totalise 4 537 867 entrées. Le film ressort une première fois en août 1987 sur le territoire américain pour capitaliser sur le succès d'autres films de guerre au Viet Nam, Platoon (1986) d'Oliver Stone et Full Metal Jacket (1987) de Stanley Kubrick et engrange 61 211 $, portant le cumul à 78 845 221 $ avec la première exploitation.
La version Redux sort d'abord dans les salles françaises en mai 2001 dans vingt-neuf salles et totalise 162 175 entrées avant d'être distribuée aux États-Unis dans 105 salles et de rapporter 4 626 290 $ de recettes. Les deux versions ont permis de rapporter 83 471 511 $ de recettes américaines et totaliser 4 700 042 entrées en France. À l'international, la version Redux totalise 7 916 979 $ de recettes, pour 12 543 269 $ de recettes mondiales.
Apocalypse Now connaît de nombreuses reprises en salles (21 313 $ en République tchèque à l'occasion du FabioFest en 2003, 3 663 $ pour la version Redux en Turquie en 2008, 91 923 $ pour la même version en Corée du Sud et au Royaume-Uni en 2011, 288 823 $ pour la ressortie en 2019 dans quatre pays, 105 115 $ en Italie en 2019 pour la version originale et 87 122 $ dans deux pays également pour la version originale entre décembre et février 2020). La version Final Cut a été vue par 31 458 spectateurs en France en 2019.

## Distinctions

### Récompenses
- Festival de Cannes 1979 :
  - Palme d'or
  - Prix FIPRESCI de la critique internationale
- Oscars 1980 :
  - Meilleure photographie : Vittorio Storaro
  - Meilleur son : Walter Murch, Mark Berger, Richard Beggs, Nathan Boxer
- Golden Globes 1980
  - Meilleur acteur dans un second rôle pour Robert Duvall
  - Meilleure réalisation pour Francis Ford Coppola
- American Movie Awards 1980 : meilleur acteur dans un second rôle pour Robert Duvall
- BAFTA du meilleur second rôle masculin pour Robert Duvall
- Prix David di Donatello du meilleur film étranger pour Francis Ford Coppola
- Goldene Leinwand
- NSFC Awards : meilleur second rôle masculin pour Frederic Forrest
- Prix du Cercle des critiques de film de Londres 1981 : Film de l'année
- Le film a été sélectionné par le National Film Preservation Board pour figurer dans le National Film Registry en 2000.

### Nominations
- British Academy Film Awards 1980 :
  - BAFTA du meilleur film (Francis Ford Coppola)
  - BAFTA du meilleur acteur (Martin Sheen)
  - BAFTA du meilleur scénario (John Milius et Francis Ford Coppola)
  - BAFTA de la meilleure photographie (Vittorio Storaro)
  - BAFTA de la meilleure direction artistique (Dean Tavoularis)
  - BAFTA du meilleur montage (Walter Murch, Richard Marks, Lisa Fruchtman et Gerald B. Greenberg)
  - BAFTA du meilleur son (Walter Murch, Mark Berger, Richard Beggs et Nathan Boxer)
  - BAFTA de la meilleure musique de film (Francis Ford Coppola et Carmine Coppola)
- Oscars 1980 :
  - meilleur film (Francis Ford Coppola)
  - Meilleure réalisation (Francis Ford Coppola)
  - meilleur acteur dans un second rôle (Robert Duvall)
  - meilleur scénario adapté (John Milius et Francis Ford Coppola)
  - meilleurs décors (Dean Tavoularis)
  - meilleur montage (Walter Murch, Richard Marks, Lisa Fruchtman et Gerald B. Greenberg)
- Golden Globe du meilleur film dramatique 1980 (Francis Ford Coppola)
- César du meilleur film étranger 1980
- Directors Guild of America Award de la meilleure réalisation pour un film 1980 (Francis Ford Coppola)
- Writers Guild of America Awards 1980 du meilleur scénario (John Milius et Francis Ford Coppola)
- National Society of Film Critics 1980 de la meilleure photographie (Vittorio Storaro)
- Prix de l'Académie japonaise 1981 du meilleur film en langue étrangère (Francis Ford Coppola)

### Polémique de la Palme d'or

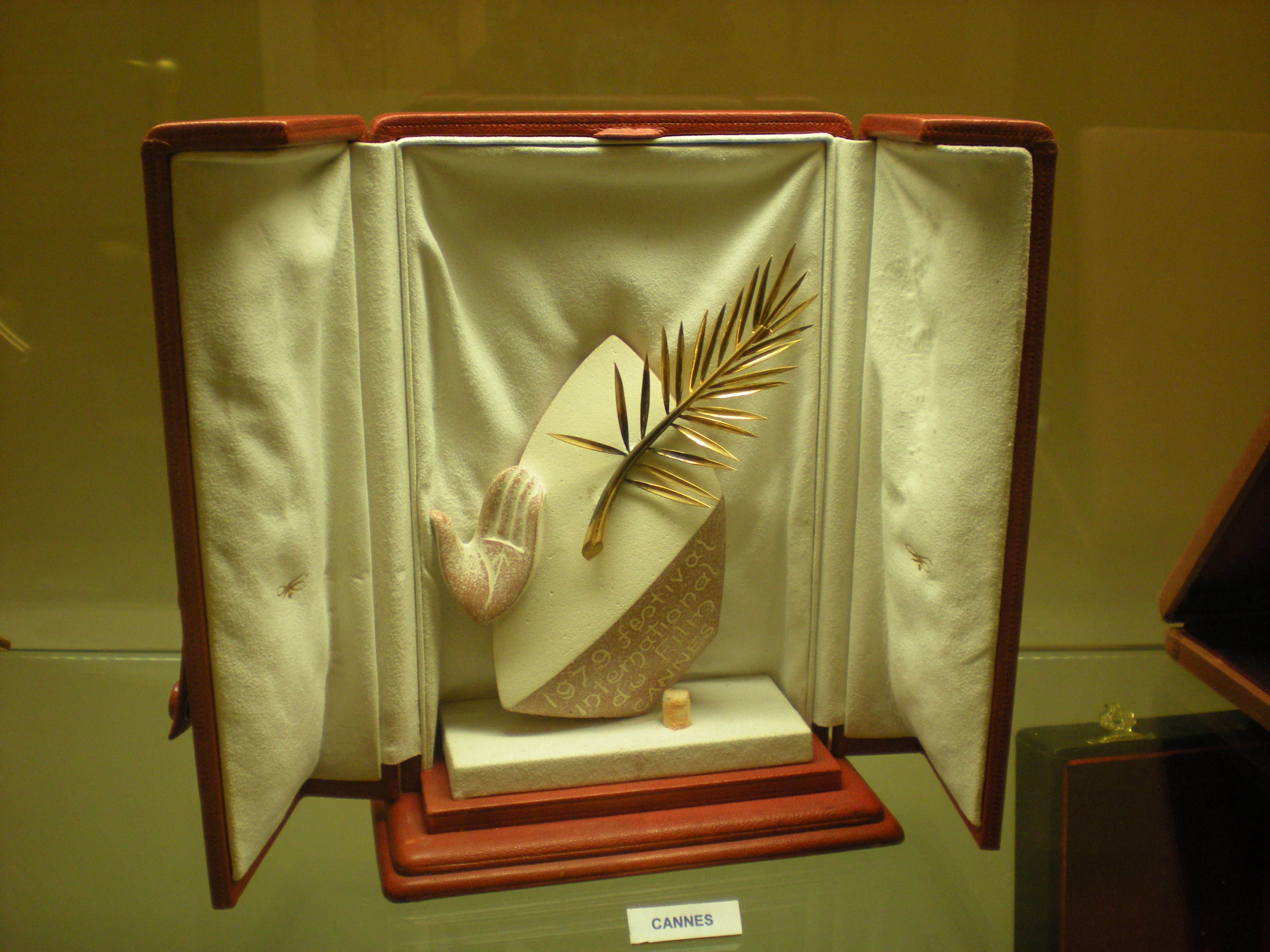
Palme d'or 1979.

Le film aurait prêté à polémique, car Coppola aurait opéré un chantage sur Gilles Jacob, Maurice Bessy et Robert Favre Le Bret, les dirigeants du festival de Cannes : le film ne viendrait à Cannes que s'il remportait la Palme d'or. Françoise Sagan, la présidente du jury, n'aurait apprécié ni le film, ni ce marché imposé. On aurait alors proposé le compromis de la Palme d'or ex æquo, ce qui ne serait plus possible avec le règlement actuel,,.
Thierry Frémaux et Gilles Jacob nient ce qu'ils considèrent comme une légende urbaine, déclarant que Coppola demanda seulement de venir au festival à la seule condition que son film soit en compétition.
Selon le réalisateur Andreï Kontchalovski, Françoise Sagan voulait partager la Palme d'or avec Sibériade de Kontchalovski, ce qui ne déplaisait pas à Coppola, mais ce dernier film a fini par recevoir le Grand Prix pour éviter que la Palme d'or ne soit partagé entre les deux superpuissances dans le contexte de guerre froide.

## Documentaire et adaptation
Le tournage du film a fait l'objet d'un documentaire sorti en 1991 : Aux cœurs des ténèbres : L'Apocalypse d'un metteur en scène (Hearts of Darkness: A Filmmaker's Apocalypse), réalisé par Fax Bahr et George Hickenlooper sur la base des films amateurs tournés sur les plateaux par l'épouse de Coppola, Eleanor Coppola.
Le livre de Joseph Conrad a fait l'objet d'une adaptation beaucoup plus fidèle, réalisée pour la télévision par Nicolas Roeg en 1994 et intitulée Au cœur des ténèbres, avec Tim Roth, John Malkovich, Isaac de Bankolé et James Fox. Le roman avait également été adapté en 1958 dans le cadre de la série Playhouse 90.

## Différentes versions

### Apocalypse Now Redux
Lors de sa sortie en 1979, le film d'environ 153 minutes, projeté en copie 70 mm, ne comporte aucun générique, ni de début ni de fin. Un petit livret, avec la liste des techniciens et des acteurs, est distribué à l'entrée des salles. L'absence du générique de fin s’explique par le fait que les dernières images, que les spectateurs interprétèrent comme le bombardement du camp de Kurtz, ont été retirées.

Une nouvelle version de 202 minutes (soit 49 minutes supplémentaires) a été distribuée en 2001 sous la dénomination Apocalypse Now Redux. Elle a été accueillie de manières diverses. En effet, certains considèrent que le sens du film est clarifié et que des détails flous de la première version retrouvent leur place. D'autres voient les ajouts comme des digressions qui amoindrissent la force du récit, car elles constituent des pauses dans la remontée du fleuve. David Lynch indique, par exemple : 

« Quand un film est fini, on ne doit plus s'en approcher. Changer un détail aura des répercussions partout, et l'ensemble peut s'effondrer. Dans Apocalypse Now, les scènes supplémentaires, à mon avis, ont endommagé le film. »

Par ailleurs cette version révèle également un capitaine Willard plus humain voire plus drôle par moments. Quoi qu'il en soit, Coppola a travaillé le nouveau montage à partir des éléments originaux. Il le justifie de la manière suivante :

« Mon but avec Apocalypse Now Redux est de présenter une expérience plus riche, plus ample, plus texturée du film, qui comme l'original à l'époque donne aux spectateurs la sensation de ce que fut le Viêt Nam ; l'immédiateté, l'insanité, la griserie, l'horreur, la sensualité et le dilemme moral de la guerre la plus surréaliste et la plus cauchemardesque de l'Amérique. Qu'une culture puisse mentir sur ce qui se passe en temps de guerre, que des êtres humains soient brutalisés, torturés, mutilés et tués et que tout cela soit présenté comme moral, voilà ce qui m'horrifie. »

Dans cette version Redux :
- Le lieutenant-colonel Kilgore fait désormais son apparition en atterrissant avec son hélicoptère (dans la première version, il est déjà à terre). De ce fait, une réplique a été modifiée : lorsque le capitaine Willard demande à un soldat où se trouve l'officier-commandant, celui-ci lui répond « Avec le chapeau, vous ne pouvez pas le louper », dans la première version, puis « C'est le colonel. Il va se poser », dans la version Redux.
- Après avoir demandé un bombardement au napalm par radio, Kilgore fait rapatrier une Vietnamienne et son enfant puis remet à Lance un caleçon de bain de sa « cavalerie aéroportée » en guise de cadeau.
- Kilgore se plaint du changement de vent, causé par le napalm, qui sabote les vagues pour surfer. Ensuite, Willard et l'équipage du bateau s'éclipsent, le capitaine dérobant au passage la planche de surf du lieutenant-colonel.
- Kilgore envoie ses hélicoptères afin de retrouver le bateau et, ainsi, récupérer sa planche, en vain.
- Le matin qui suit la soirée avec les playmates, Clean raconte à Philips l'histoire d'un sergent américain qui a tué un lieutenant sud-vietnamien pour une stupide histoire de magazine Playboy confisqué.
- Tandis que Lance fait du ski nautique au son de (I Can't Get No) Satisfaction des Rolling Stones (la scène avait été insérée bien plus tôt dans la première version), Willard lit un article écrit par le colonel Kurtz tout en mangeant du chocolat.
- Alors qu'il pleut à torrents, le bateau fait escale dans un camp américain totalement désordonné. Willard y rencontre l'animateur de la soirée et négocie avec lui deux bidons de gasoil contre une heure et demie en compagnie des playmates. « Chef » (qui, au passage, révèle son véritable nom, Jay Hicks) passe son temps avec Miss May dans l'hélico de la troupe et Lance avec la playmate de l'année dans un entrepôt (il y découvre, au passage, le corps d'un soldat mort). Clean, quant à lui, attend son tour sous la pluie.
- La séquence de la plantation française (Coppola l'avait retirée volontairement à l'époque car il l'avait jugée ratée) dans laquelle :
  - Willard et ses hommes sont chaleureusement accueillis par Hubert De Marais, propriétaire de la plantation ;
  - Clean, tout juste abattu, obtient des funérailles militaires ;
  - Le dîner familial tourne au débat politique. Ayant chacun un point de vue différent, les membres de la famille française se disputent entre eux avant de quitter tour à tour la table ;
  - Willard fume de l'opium avec Roxanne Sarraut.
- Willard se réveille enfermé dans une boîte. Il reçoit la visite de Kurtz qui lui lit un vieil article du Time. Une fois la lecture terminée, le colonel décide d'accorder une liberté surveillée à Willard mais celui-ci s'évanouit à nouveau.
- Le film a, cette fois-ci, un générique de fin mais sans les images d'explosions dans la jungle.

La version originale de 1979 et la version Redux de 2001 sont disponibles dans un coffret DVD également disponible en Blu-ray depuis le 27 avril 2011 en France (chez Pathé Vidéo). Ces deux coffrets incluent les deux doublages en français 1979 et 2001. Le générique final où le camp de Kurtz est bombardé est disponible dans les bonus de ces éditions.
La version Redux n'est pas une version définitive car des scènes tournées n'y ont pas été incluses : le capitaine Richard Colby, qui fut envoyé tuer Kurtz avant le soldat Willard, est évoqué et montré, mais sans scènes avec des dialogues.

### Final cutde 2019
En 2019, Francis Ford Coppola dévoile une nouvelle version dite Final Cut (« montage final »). Elle est présentée, en avril 2019, au festival du film de Tribeca, pour les 40 ans du film, et également le 20 octobre 2019 à la séance de clôture du Festival Lumière de Lyon en présence du réalisateur, qui recevait le prix du festival. Cette nouvelle version dure 182 minutes. Francis Ford Coppola a ainsi coupé 20 minutes de la version Redux et les scènes des Playboy bunnies et du colonel Kurtz en train de lire des articles de Time à Willard furent retirées. Il s'agit, par ailleurs, d'une version restaurée en 4K, d'après le négatif original. Apocalypse Now Final Cut sort dans les salles de différents pays fin août 2019,.

### Une série annulée
Coppola n'a jamais caché qu'il avait envisagé de sortir Apocalypse Now dans une version série télé complète de plus de cinq heures, comme il l'avait fait avec la série Le Parrain. Il y aurait ajouté par exemple des scènes inédites avec le colonel Kurtz qui ne figurent pas dans les versions de 1979 et 2001 (car jugées choquantes), et aurait enfin proposé les scènes filmées avec les dialogues de Colby, acquis à la cause du colonel Kurtz.

### Versions françaises
Il existe deux doublages français du film, en raison des deux montages différents :
- Le premier, de 1979, dans lequel les noms des personnages sont prononcés « à la française » (ex : « Willard » prononcé « Villard »).
- Le second, de 2001, pour la version Redux, respecte plus fidèlement les noms originaux des personnages, élément dû notamment à l'anglicisation de la langue française . Philippe Ogouz est le seul à avoir réenregistré sa voix (sur Martin Sheen), son timbre n'ayant que très légèrement vieilli avec les années. Tous les autres ont chacun une nouvelle voix. L'actrice française Aurore Clément s'est elle-même doublée, contrairement à Christian Marquand (décédé un an plus tôt), qui est doublé par le comédien Joël Zaffarano.